# Mnesarchaea paracosma
Mnesarchaea paracosma is een vlinder uit de familie van de Mnesarchaeidae. De wetenschappelijke naam van de soort is voor het eerst geldig gepubliceerd in 1886 door Meyrick.